# Pajukivi
Pajukivi är en ö i Finland. Den ligger i sjön Sonkari och Riitunlampi och i kommunerna Vesanto och Rautalampi och landskapet Norra Savolax, i den centrala delen av landet, 300 km norr om huvudstaden Helsingfors. Öns största längd är 60 meter i sydöst-nordvästlig riktning.